# Greta Varlese
Greta Varlese (21 de agosto de 1998) es una modelo italiana. Fue posicionada en el top 50 modelos del mundo por models.com. Vogue la llamado "un cúmulo de potencial".

## Vida y carrera
La madre de Varlese es alemana mientras que su padre es italiano. Nunca consideró perseguir una carrera en la moda hasta participar en el concurso Elite Model Look, aunque sí estaba interesada en la moda.
Varlese fue descubierta por Elite Models durante el concurso Elite Model Look en China; aunque no ganó, llegó al Top 10.
Pocos meses después debutó como exclusiva de Givenchy, al ser elegida por Riccardo Tisci, lo cual catapultó su carrera. Abrió para Givenchy en ese mismo evento. Considera que la realización de las tres campañas de Givenchy son su "más grande logro".
En su primera temporada caminó en 75 eventos, incluyendo Prada, Chanel, Dior, y Versace; abrió para Elie Saab, Kenzo, y Rag & Bone.
En 2016, protagonizó las campañas de Belstaff x Liv Tyler, Prada, Vera Wang, McQ, Givenchy, Zara, y Valentino.
Para la temporada otoño/invierno 2017 hizo más de 32 eventos en un mes.
Ha figurado en Vogue Italia, Vogue Paris, Teen Vogue, W, y Vogue Reino Unido.